# Cucullia blattariae
Cucullia blattariae là một loài bướm đêm trong họ Noctuidae.